# Johan Vonlanthen
Johan Vonlanthen, född 1 februari 1986 i Santa Marta, Colombia, är en schweizisk-colombiansk före detta fotbollsspelare.
Han är bland annat känd för att vara den yngste målskytten i ett EM-slutspel. Under en match mot Frankrike i EM 2004 nätade Vonlanthen för Schweiz. Han var då 18 år och 141 dagar gammal. Han övertog rekordet från Wayne Rooney som innehaft rekordet i fyra dagar.